# David Oppenheimer (homme politique)
Pour les articles homonymes, voir David Oppenheimer et Oppenheimer.
David Oppenheimer (1er janvier 1834-31 décembre 1897) est un homme d'affaires, investisseur, philanthrope, homme politique et auteur de la Colombie-Britannique au Canada. Il est le second maire de la ville de Vancouver de 1888 à 1891 et une personne d'importance historique nationale du Canada .

## Biographie

### Premières années
Né à Blieskastel dans le royaume de Bavière (maintenant dans la Sarre en Allemagne), Oppenheimer naît dans une famille juive de dix enfants. Il étudie à Francfort-sur-le-Main.
À la suite de la révolution de Mars et de mauvaises récoltes, Oppeheimer immigre à la Nouvelle-Orléans avec un sœur et quatre frères. Sur place, il étudie la tenue de livre et travaille dans un magasin général. Lorsque éclate la ruée vers l'or en Californie, les Oppenheimer s'installent comme commerçants dans le comté de Placer et ensuite, en 1851, à Sacramento. Après, il travaille comme agent immobilier et dans la restauration à Columbia.
Suivant le déclin des gisements d'or californiens, les frères Oppenheimers se dirigent vers Victoria dans la colonie de l'Île de Vancouver vers la fin de 1858. Sur place, ils établissent le magasin de fournitures Charles Oppenheimer and Company. Alors que débute les ruée vers l'or de la rivière Fraser et de la Cariboo, les Oppenheimers mettent en place des magasins à destination des prospecteurs et colons de l'Intérieur de la colonie de la Colombie-Britannique à Yale, à Lytton, à Barkerville, à Fisherville (en) et à Wild Horse River (en). La famille investie ensuite dans les propriétés foncières et finissent par réaliser l'importance des problématiques de transport et se joignent à un groupe de pression destiné à convaincre le gouvernement colonial de mettre en place une route la route Cariboo vers Barkerville en 1862.
Malgré des difficultés commerciales en 1866 et 1867, David opère l'entrepôt Oppenheimer Brothers à Yale dès 1868. Il s'implique dans la vie communautaire et culturelle dont lors de la visite du gouverneur général Lord Dufferin. Un feu détruit un vaste partie de Yale en 1881, dont l'entrepôt d'Oppenheimer. En plus de l'épuisement des ressources en or et de la construction du chemin de fer, David retourne à Victoria et ouvre une entreprise avec son frère Isaac en 1882.

### Homme d'affaires vancouvérois

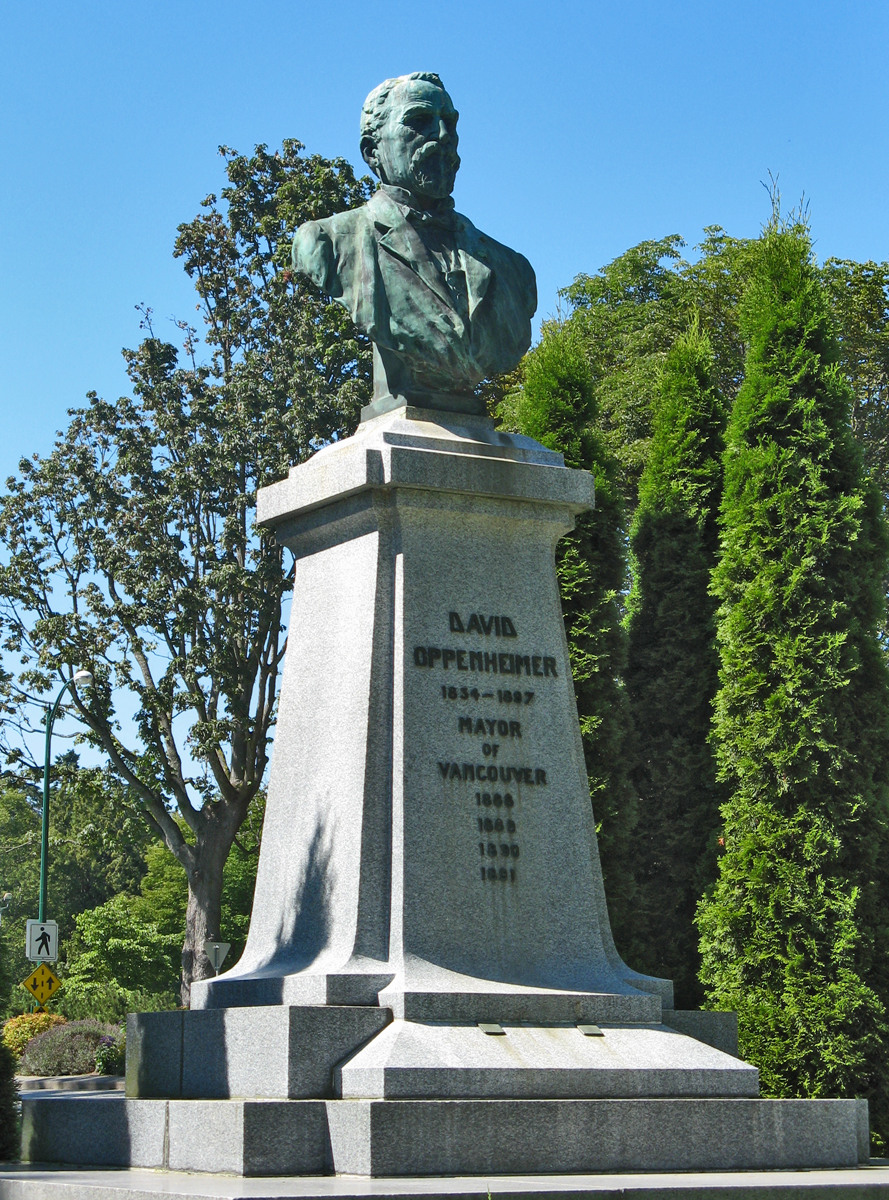
à l'entrée du parc Stanley de Vancouver.

Oppenheimer effectue d'importantes activités commerciales avec le Canadien Pacifique lors de la construction du chemin de fer à travers les montagnes de la Colombie-Britannique pour contrecarrer les tarifs onéreux du fret par bateaux du capitaine John Irving durant les années 1880, dont une aide à Andrew Onderdonk lors de la construction du tronçon près de Yale. Réalisant l'importance qu'aura le chemin de fer, les frères s'établissent à Granville (renommé plus trad Vancouver) en 1885. Tous deux élus sans oppositions au conseil municipal en décembre 1886, David devient président du comité municipal des Finances. Les frères ouvrent alors la première grande épicerie dont le groupe existe toujours sous le nom de The Oppenheimer Group. Après le grand incendie de Vancouver, David contribue à la Chambre de commerce du Grand Vancouver (en) et en sert comme premier président de 1887 à 1888.

### Maire de Vancouver
En 1888, Oppenheimer est élu second maire de Vancouver. En poste jusqu'en 1891, il réalise quatre mandats d'un an pendant lesquels plusieurs services sont établies, donc le service de protection contre les incendies, le traversier de la baie Burrard, le système de tramway et un système d'approvisionnement en eau provenant du fleuve Capilano. Il préfère maintenir le contrôle des services publics par la ville et finance ses projets par une vente d'obligations municipales à Londres. Il travaille aussi à la construction de plus de parcs, de terrains de jeux et compétition, de l'hôpital municipal et de la section juive du cimetière Mountain View (en). Oppenheimer inaugure aussi l'ouverture du parc Stanley. Il contribue aussi à l'amélioration des transports en créant la British Columbia Electric Railway (en). Du point de vue commercial, il encourage l'industrie minière britanno-colombienne en Angleterre et aux États-Unis, ainsi que l'établissement d'industrie tel que la BC Sugar Refinery et la Vancouver City Foundry. Bien qu'il ne se verse aucun salaire pour sa charge de maire, il est critiqué par ses opposants dont William Templeton (en) qui critique les risques de conflits d'intérêts avec ses activités commerciales.

### Dernières années
Philanthrope, Oppenheimer fait don de plusieurs parcs à travers la ville et fonde des organismes de charité dont l'orphelinat Alexandra et la branche vancouvéroise du YMCA. Après la destruction de Barkerville par un incendie en 1868, il fait don d'un camion à la brigade locale. La famille Oppenheimer offre également un terrain pour l'établissement d'une synagogue, la congrégation B'nai Yehuda (maintenant Congrégation Schara Tzedeck (en)) dans le quartier de Strathcona (en).
Après quatre mandats à la mairie et en raison d'une santé déclinante, Oppenheimer décide de ne pas se représenter en 1891. Il meurt à Vancouver d'une défaillance cardiaque en décembre 1897 à l'âge de 63 ans et est inhumé au cimetière Salem Fields (en) de New York.

## Philanthropie
Philanthrope, Oppenheimer fait dont de plusieurs parcs à travers la ville et fonde des organismes de charité dont l'orphelinat Alexandra et la branche vancouvéroise du YMCA. Après la destruction de Barkerville par un incendie en 1868, il fait don d'un camion à la brigade locale. La famille Oppenheimer offre également un terrain pour l'établissement d'une synagogue, la congrégation B'nai Yehuda (maintenant Congrégation Schara Tzedeck (en)) dans le quartier de Strathcona (en).

## Hommage
Plusieurs lieux sont nommés en son honneur dont:
- Parc Oppenheimer (en), parc du secteur Japantown (en) de Vancouver.
- David Oppenheimer Elementary School, ouverte en 1959 et située dans le quartier Victoria–Fraserview (en).
- David Oppenheimer est nommé personne d'importance historique nationale du Canada en avril 2008[6].
- Le 12 juillet est nommé jour David Oppenheimer par le maire Sam Sullivan en 2008[7].